# 足立区立栗原小学校
足立区立栗原小学校（あだちくりつ くりはらしょうがっこう）とは、東京都足立区にある公立小学校。

## 沿革
- 1942年（昭和17年）
  - 7月1日 - 梅島第一小学校より独立認可。東京市栗原国民学校開校。
- 9月1日 - 開校式挙行。
  - 10月28日 - 落成式挙行し、この日（10月28日）を開校記念日と定めた。
- 1943年（昭和18年）7月1日 - 東京府と東京市が統合した東京都発足（東京都制施行）により、東京都栗原国民学校と改称。
- 1945年（昭和20年）4月13日 - 空襲により全校舎焼失。西新井国民学校の校舎一部借用する。
- 1946年（昭和21年）4月17日 - 新校舎建築竣工。
- 1947年（昭和22年）4月1日 - 学制改革により、東京都足立区立栗原小学校と改称。
- 1958年（昭和33年）4月24日 - 校旗制定。
- 1962年（昭和37年）9月5日 - 創立20周年記念式典挙行。
- 1972年（昭和47年）
  - 3月1日 - 鉄筋工校舎改築竣工。
  - 10月28日 - 創立30周年記念行事開催し、式典挙行。
- 1975年（昭和50年）3月10日 - 鉄筋校舎改築竣工。
- 1977年（昭和52年）2月 - 栗原北小学校が独立開校。
- 1981年（昭和56年）3月 - 遊具施設ミニアスレチック完成。
- 1982年（昭和57年）10月23日 - 創立40周年記念行事開催し、式典挙行。
- 1988年（昭和63年）8月 - 校舎内装工事完成。
- 1992年（平成4年）11月21日 - 創立50周年記念行事開催し、式典挙行。
- 1993年（平成5年）12月6日 - 校庭照明装置設置。
- 2002年（平成14年）11月2日 - 創立60周年記念行事開催し、式典挙行。
- 2012年（平成24年）10月27日 - 創立70周年記念行事開催し、式典挙行。
- 2013年（平成25年）度 - 給食室増築工事終了。
- 2017年（平成29年）8月 - 校庭人工芝設置。
- 2019年（令和元年）7月1日 - 学習用タブレットと大型モニター設置。
- 2020年（令和2年）
  - 同年度 - タブレットPC（46台）導入。
  - 3月2日 - コロナウィルス感染症対策のため臨時休校。
  - 8月 - 体育館にエアコン設置。
- 2021年（令和3年）
  - 8月 - 給食室にエアコン設置。
  - 9月1日 - GIGAスクール構想により、1人1台端末整備。
  - 9月 - コロナウィルス感染症対策のため臨時休校。選択登校実施。リモート授業の実施。
- 2022年（令和4年）4月 - AIドリル推進。

## 教育目標
1. つよい子
2. 考える子
3. やさしい子
4. はたらく子

## 交通アクセス
- 東武鉄道伊勢崎線・大師線西新井駅（西口）から、徒歩約215m・約3分。
- 都営バス・東武バス「西新井陸橋」停留所より、
  - 1番のりばから、徒歩約265m・約4分。
  - 2番のりばから、徒歩約190m・約3分。
    - いずれも校舎北側の校門までの距離。なお、西新井陸橋西詰側には環七を横断する横断歩道や歩道橋が無いため、都税事務所東側の道路に回る必要がある。

## 周辺
- 医療法人慈英会病院
- 足立都税事務所
- 東京都道318号環状七号線（環七通り）
  - 西新井陸橋 - 東武伊勢崎線・大師線との跨線橋
- 東武鉄道西新井駅
- さくら参道（足立区道）
- 学校北側は住宅や小規模の店舗が広がるほか、学校南側（さくら参道南側）は「レコシティ・グランテ」などのマンション・アパートやスターツケアサービス(株)西新井きらきら保育園もある。